# Temporada 2021 de la Copa Cooper
La temporada 2021 de la Copa Cooper fue la primera temporada de esta competición y se disputó íntegramente en circuitos españoles. Dio comienzo en el Circuito de Navarra el 29 de mayo y finalizó el 3 de octubre en el Circuito de Jerez con José Manuel de los Milagros como piloto campeón y con Nacho Rodríguez como mejor rookie. 

## Escuderías y pilotos
| Escudería            | N.º | Piloto                      | Rondas   |
| -------------------- | --- | --------------------------- | -------- |
| Donosti Taldea       | 3   | Luís Chillida               | Todas    |
| Donosti Taldea       | 3   | Javier Arias                | Todas    |
| Donosti Taldea       | 15  | Asi Goros (ST)              | Todas    |
| Donosti Taldea       | 34  | Frankie Fernández (ST)      | Todas    |
| Donosti Taldea       | 34  | Juan Carabel                | 1        |
| EVC-Arabacars        | 4   | Oscar Gómez                 | Todas    |
| EVC-Arabacars        | 4   | Jonathan Gómez              | Todas    |
| EVC-Arabacars        | 5   | Julián Oláiz                | 1, 3-4   |
| E2P Racing           | 6   | Marc Gruau (ST)             | 1-3, 5   |
| E2P Racing           | 6   | Alex Gruau (ST)             | 1-3, 5   |
| E2P Racing           | 7   | Joanna Gruau (ST)           | 1-3, 5   |
| E2P Racing           | 7   | Manuel Cintrano             | 1, 4     |
| E2P Racing           | 7   | Philippe Gruau              | 2        |
| E2P Racing           | 7   | Solenn Amrouche (ST)        | 3, 5     |
| E2P Racing           | 7   | Iván Velasco                | 4        |
| E2P Racing           | 12  | Javier Escobar              | 2-3, 5   |
| E2P Racing           | 12  | Paloma Escobar (ST)         | 2-3      |
| E2P Racing           | 12  | Carlos Bachofer (ST)        | 5        |
| E2P Racing           | 27  | Jaime García                | Todas    |
| E2P Racing           | 27  | Rafa Muncharaz (ST)         | Todas    |
| E2P Racing           | 37  | Pablo Burguera (ST)         | Todas    |
| E2P Racing           | 37  | Antonio Albacete Jr.        | Todas    |
| Escudería Jaizkibel  | 8   | Mario Morales (ST)          | 1-3      |
| Escudería Jaizkibel  | 8   | Tomás Vázquez (ST)          | 1-3      |
| MST Racing Team      | 9   | Aythor Fababú (ST)          | Todas    |
| MST Racing Team      | 9   | Óscar Aparicio (ST)         | Todas    |
| MST Racing Team      | 13  | J. Miguel Valdés (ST)       | Todas    |
| MST Racing Team      | 13  | Jorge Valdés (ST)           | 2-5      |
| MST Racing Team      | 22  | Daniel García (ST)          | Todas    |
| MST Racing Team      | 22  | André Días Macedo (ST)      | Todas    |
| Aviastec Racing      | 14  | Álvaro Rodríguez            | Todas    |
| Aviastec Racing      | 14  | Nacho Rodríguez (ST)        | Todas    |
| Lurauto Motorsport   | 24  | Carlos González (ST)        | Todas    |
| Lurauto Motorsport   | 24  | Ander Ramos (ST)            | Todas    |
| Lurauto Motorsport   | 25  | Ibon Artola (ST)            | 1, 3     |
| Lurauto Motorsport   | 25  | Álex Artola (ST)            | 1, 3     |
| Lurauto Motorsport   | 28  | Pablo Irizar                | Todas    |
| Lurauto Motorsport   | 28  | Rafa Valdés (ST)            | Todas    |
| Promotion Motorsport | 17  | Axel Redondo (ST)           | 3-4      |
| Promotion Motorsport | 17  | Jorge Vecino (ST)           | 3        |
| Promotion Motorsport | 17  | Florencio Sánchez (ST)      | 4        |
| Promotion Motorsport | 95  | Smörg                       | 1-2, 4-5 |
| Promotion Motorsport | 95  | Sergio Paulet               | 3        |
| Promotion Motorsport | 95  | José Manuel de los Milagros | Todas    |
| Paradinas Motorsport | 44  | Alejandro Romero            | Todas    |
| Recuenco Team        | 64  | Luis Recuenco               | 3        |
| Overcar              | 66  | Ángel Rodríguez             | Todas    |
| Overcar              | 66  | Álvaro Vela                 | Todas    |

| Escudería          | N.º | Piloto            |
| ------------------ | --- | ----------------- |
| E2P Racing         | 10  | Rafa Muncharaz    |
| E2P Racing         | 10  | Jaime García      |
| E2P Racing         | 10  | Pablo Burguera    |
| E2P Racing         | 11  | Marc Gruau        |
| E2P Racing         | 11  | Álex Gruau        |
| E2P Racing         | 12  | Joanna Gruau      |
| E2P Racing         | 12  | Solen Amrouche    |
| E2P Racing         | 13  | Javier Escobar    |
| E2P Racing         | 13  | Paloma Escobar    |
| E2P Racing         | 13  | Carlos Bachofer   |
| Donosti Taldea     | 14  | Luis Chillida     |
| Donosti Taldea     | 14  | Asi Goros         |
| Donosti Taldea     | 15  | Frankie Fernández |
| Donosti Taldea     | 15  | Javier Arias      |
| Recuenco Team      | 16  | Luis Recuenco     |
| Lurauto Motorsport | 18  | Ibon Artola       |
| Lurauto Motorsport | 18  | Alex Artola       |
| Lurauto Motorsport | 18  | Manu Bejarano     |
| Lurauto Motorsport | 19  | Rafael Valdés     |
| Lurauto Motorsport | 19  | Jonathan Oubiña   |
| MST Motorsport     | 20  | Óscar Aparicio    |
| MST Motorsport     | 20  | Álvaro Barba      |

## Calendario

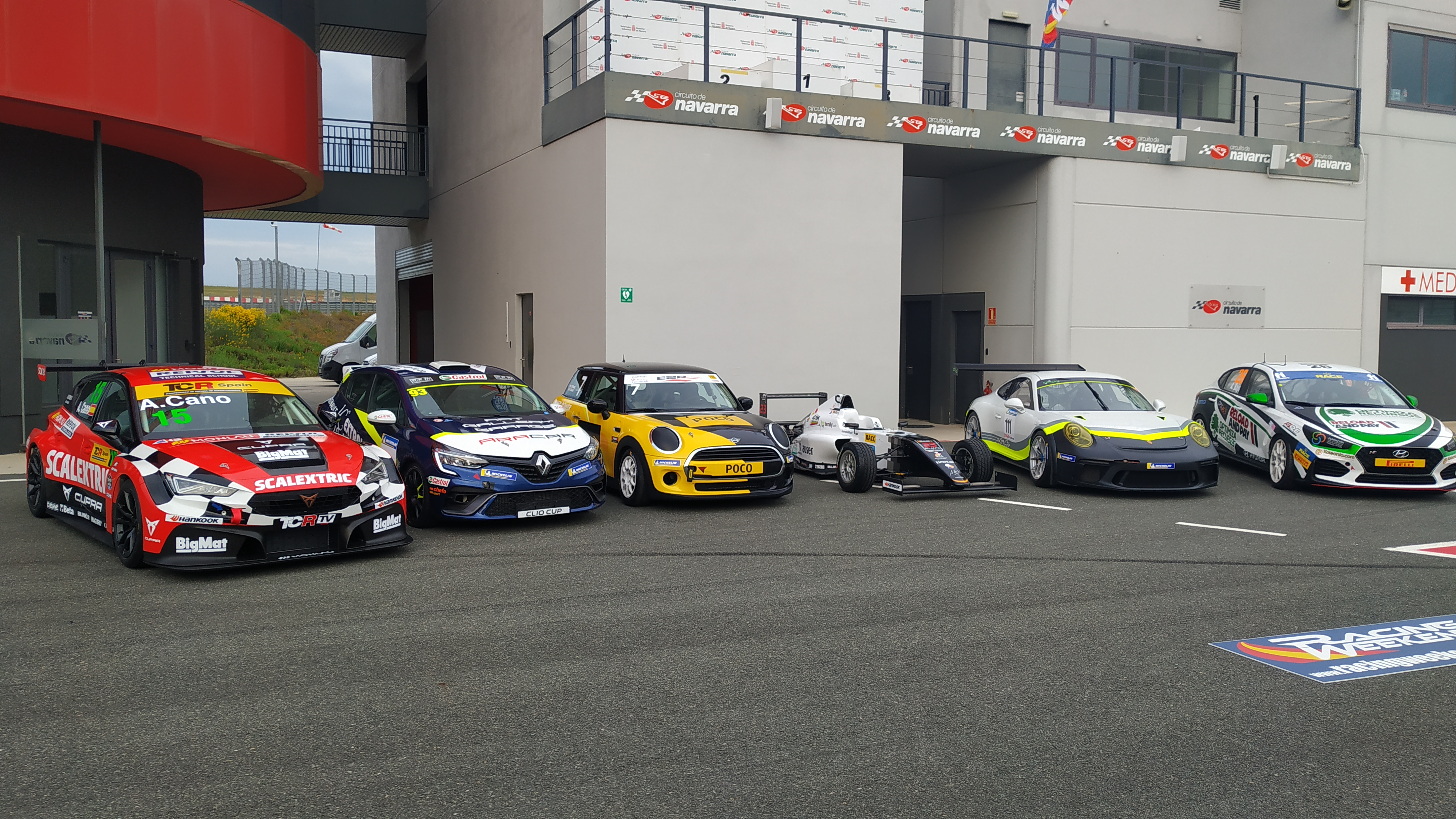
Presentación del Racing Weekend 2021 en el Circuito de Navarra

| Ronda | Ronda | Circuito               | Fecha            | Acompaña a                  |
| ----- | ----- | ---------------------- | ---------------- | --------------------------- |
| 1     | C1    | Circuito de Navarra    | 30 de mayo       | Racing Weekend              |
| 1     | C2    | Circuito de Navarra    | 30 de mayo       | Racing Weekend              |
| 2     | C1    | Circuito Ricardo Tormo | 27 de junio      | Copa Saxo 8v + OOT + CVCV   |
| 2     | C2    | Circuito Ricardo Tormo | 27 de junio      | Copa Saxo 8v + OOT + CVCV   |
| 3     | C1    | Motorland Aragón       | 1 de agosto      | Racing Weekend              |
| 3     | C2    | Motorland Aragón       | 1 de agosto      | Racing Weekend              |
| 4     | C1    | Circuito del Jarama    | 11 de septiembre | Campeonato RACE de Turismos |
| 4     | C2    | Circuito del Jarama    | 11 de septiembre | Campeonato RACE de Turismos |
| 5     | C1    | Circuito de Jerez      | 3 de octubre     | Racing Weekend              |
| 5     | C2    | Circuito de Jerez      | 3 de octubre     | Racing Weekend              |
| NP    | SS100 | Circuito de Navarra    | 11 de diciembre  |                             |

## Resultados

### Campeonato de pilotos
- Sistema de puntuación:

| Posición | 1º | 2º | 3º | 4º | 5º | 6º | 7º | 8º | 9º | 10º | 11º | 12º | 13º | 14º | 15º |
| -------- | -- | -- | -- | -- | -- | -- | -- | -- | -- | --- | --- | --- | --- | --- | --- |
| Puntos   | 25 | 22 | 20 | 18 | 16 | 14 | 12 | 10 | 8  | 6   | 5   | 4   | 3   | 2   | 1   |

- Resultados:

| Pos.                                      | Piloto                  | NAV | NAV | CRT | CRT | MOT | MOT | JAR | JAR | JER | JER |       | SS100 |  | Ptos. |
| ----------------------------------------- | ----------------------- | --- | --- | --- | --- | --- | --- | --- | --- | --- | --- | ----- | ----- |  | ----- |
| 1                                         | José M. de los Milagros | 4   | 9   | 1   | 6   | 1   | 1   | 1   | 1   | 3   | DNS |       | 185   |  |       |
| 2                                         | Ángel Rodríguez         | 1   | 3   | 3   | 5   | 5   | 4   | Ret | 3   | 5   | 1   |       | 176   |  |       |
| 2                                         | Álvaro Vela             | 1   | 3   | 3   | 5   | 5   | 4   | Ret | 3   | 5   | 1   |       | 176   |  |       |
| 3                                         | Óscar Gómez             | DSQ | 14  | 2   | 1   | 4   | 2   | 6   | 4   | 1   | 2   |       | 168   |  |       |
| 3                                         | Jonathan Gómez          | DSQ | 14  | 2   | 1   | 4   | 2   | 6   | 4   | 1   | 2   |       | 168   |  |       |
| 4                                         | Alejandro Romero        | 9   | 4   | 4   | 3   | 7   | 17† | 2   | 6   | 2   | 3   |       | 154   |  |       |
| 5                                         | Álvaro Rodríguez        | 6   | 13  | 5   | 4   | 3   | 3   | 3   | DSQ | 4   | 4   |       | 147   |  |       |
| 5                                         | Nacho Rodríguez         | 6   | 13  | 5   | 4   | 3   | 3   | 3   | DSQ | 4   | 4   |       | 147   |  |       |
| 6                                         | Smörg                   | 4   | 9   | 1   | 6   |     |     | 1   | 1   | 3   | DNS |       | 135   |  |       |
| 7                                         | Antonio Albacete Jr.    | 3   | 1   | 6   | 2   | 9   | 5   | Ret | 5   | WD  | WD  |       | 121   |  |       |
| 7                                         | Pablo Burguera          | 3   | 1   | 6   | 2   | 9   | 5   | Ret | 5   | WD  | WD  | 4     | 121   |  |       |
| 8                                         | Aythor Fababú           | 2   | 5   | 12  | 8   | 11  | 6   | 5   | 10  | 10  | 5   |       | 115   |  |       |
| 8                                         | Óscar Aparicio          | 2   | 5   | 12  | 8   | 11  | 6   | 5   | 10  | 10  | 5   | 2     | 115   |  |       |
| 9                                         | Carlos González         | 5   | 7   | 8   | 10  | 2   | 14  | Ret | 12  | 6   | 12  |       | 90    |  |       |
| 9                                         | Ánder Ramos             | 5   | 7   | 8   | 10  | 2   | 14  | Ret | 12  | 6   | 12  |       | 90    |  |       |
| 10                                        | Rafael Muncharaz        | 8   | 2   | 10  | 7   | 6   | 15  | 4   | 15† | Ret | 11  | 4     | 89    |  |       |
| 10                                        | Jaime García            | 8   | 2   | 10  | 7   | 6   | 15  | 4   | 15† | Ret | 11  | 4     | 89    |  |       |
| 11                                        | Pablo Irizar            | 10  | 12  | 7   | 12  | 13  | 11  | 9   | 11  | 9   | 9   |       | 63    |  |       |
| 11                                        | Rafa Valdés             | 10  | 12  | 7   | 12  | 13  | 11  | 9   | 11  | 9   | 9   | 7     | 63    |  |       |
| 12                                        | J.Miguel Valdés         | Ret | 10  | 14  | 15  | 18  | 9   | 7   | 8   | 15  | 7   |       | 52    |  |       |
| 13                                        | Sergio Paulet           |     |     |     |     | 1   | 1   |     |     |     |     |       | 50    |  |       |
| 14                                        | Marc Gruau              | 7   | 6   | 13  | 11  | 14  | 7   |     |     | 16† | DNS | 1     | 48    |  |       |
| 14                                        | Álex Gruau              | 7   | 6   | 13  | 11  | 14  | 7   |     |     | 16† | DNS | 1     | 48    |  |       |
| 15                                        | Jorge Valdés            |     |     | 14  | 15  | 18  | 9   | 7   | 8   | 15  | 7   |       | 46    |  |       |
| 16                                        | Luís Chillida           | Ret | Ret | 16  | 13  | 12  | 12  | Ret | 7   | 11  | 6   | 3     | 42    |  |       |
| 16                                        | Javier Arias            | Ret | Ret | 16  | 13  | 12  | 12  | Ret | 7   | 11  | 6   | 6     | 42    |  |       |
| 17                                        | Frankie Fernández       | 12  | 17  | 11  | 14  | Ret | DNS | 11  | Ret | 8   | 8   | 6     | 36    |  |       |
| 18                                        | Dani García             | 15  | 11  | 9   | 9   | Ret | DNS | Ret | 13  | 12  | 10  |       | 35    |  |       |
| 18                                        | André Días Macedo       | 15  | 11  | 9   | 9   | Ret | DNS | Ret | 13  | 12  | 10  |       | 35    |  |       |
| 19                                        | Manuel Cintrano         | 11  | 18  |     |     |     |     | 10  | 2   |     |     |       | 33    |  |       |
| 20                                        | Julián Oláiz            | 13  | 8   |     |     | 8   | 8   | WD  | WD  |     |     |       | 33    |  |       |
| 21                                        | Asi Goros               | Ret | Ret | 17  | 17  | 10  | 18  | 8   | 14† | 7   | Ret | 3     | 30    |  |       |
| 22                                        | Iván Velasco            |     |     |     |     |     |     | 10  | 2   |     |     |       | 28    |  |       |
| 23                                        | Axel Redondo            |     |     |     |     | Ret | 13  | 12  | 9   |     |     |       | 15    |  |       |
| 24                                        | Florencio Sánchez       |     |     |     |     |     |     | 12  | 9   |     |     |       | 12    |  |       |
| 25                                        | Joanna Gruau            | 11  | 18  | 15  | Ret | 17  | 16  |     |     | 13  | 14  | 9     | 11    |  |       |
| 26                                        | Luis Recuenco           |     |     |     |     | Ret | 10  |     |     |     |     | 5     | 6     |  |       |
| 27                                        | Solenn Amrouxe          |     |     |     |     | 17  | 16  |     |     | 13  | 14  | 9     | 5     |  |       |
| 28                                        | Javier Escobar          |     |     | 19  | 18  | 19  | 21  |     |     | 14  | 13  | 8     | 5     |  |       |
| 29                                        | Carlos Bachofer         |     |     |     |     |     |     |     |     | 14  | 13  | 8     | 5     |  |       |
| 30                                        | Juan Carabel            | 12  | 17  |     |     |     |     |     |     |     |     |       | 4     |  |       |
| 31                                        | Jorge Vecino            |     |     |     |     | Ret | 13  |     |     |     |     |       | 3     |  |       |
| 32                                        | Ibon Artola             | 14  | 16  |     |     | 16  | 19  |     |     |     |     | Ret   | 2     |  |       |
| 32                                        | Álex Artola             | 14  | 16  |     |     | 16  | 19  |     |     |     |     | Ret   | 2     |  |       |
| 33                                        | Mario Morales           | DSQ | 15  | 18  | 16  | 15  | 20  |     |     |     |     |       | 2     |  |       |
| 33                                        | Tomás Vázquez           | DSQ | 15  | 18  | 16  | 15  | 20  |     |     |     |     |       | 2     |  |       |
| 34                                        | Philippe Gruau          |     |     | 15  | Ret |     |     |     |     |     |     |       | 1     |  |       |
| 35                                        | Paloma Escobar          |     |     | 19  | 18  | 19  | 21  |     |     |     |     | 8     | 0     |  |       |
| Sólo participaron en la San Silvestre 100 |                         |     |     |     |     |     |     |     |     |     |     |       |       |  |       |
|                                           | Álvaro Barba            |     |     |     |     |     |     |     |     |     |     |       | 2     |  |       |
|                                           | Jonathan Oubiña         |     |     |     |     |     |     |     |     |     |     | 7     |       |  |       |
|                                           | Manuel Bejarano         |     |     |     |     |     |     |     |     |     |     | Ret   |       |  |       |
| Pos.                                      | Piloto                  | NAV | NAV | CRT | CRT | MOT | MOT | JAR | JAR | JER | JER | SS100 | Ptos. |  |       |

| Color     | Resultado                                                               |
| --------- | ----------------------------------------------------------------------- |
| Oro       | Ganador                                                                 |
| Plata     | 2.ª plaza                                                               |
| Bronce    | 3.ª plaza                                                               |
| Verde     | Finalizó en los puntos                                                  |
| Azul      | Finalizó sin puntos                                                     |
| Azul      | NC - No clasificado                                                     |
| Violeta   | Ret - No terminó (Carrera)                                              |
| Rojo      | DNQ - No se clasificó                                                   |
| Negro     | DSQ - Descalificado                                                     |
| Blanco    | DNS - No empezó (carrera)                                               |
| Blanco    | WD - Retirado (fin de semana)                                           |
| Blanco    | C - Carrera cancelada                                                   |
| Sin color | DNP - Inscrito pero no participó                                        |
| Sin color | INJ - Lesionado                                                         |
| Sin color | EX - Excluido                                                           |
| Estado    | Resultado                                                               |
| Negrita   | Pole position                                                           |
| Cursiva   | Vuelta rápida                                                           |
| †         | Abandona, pero clasifica al completar el porcentaje requerido para ello |

### Trofeo Sergio Tobar
- Sistema de puntuación:

| Posición | 1º | 2º | 3º | 4º | 5º | 6º | 7º | 8º | 9º | 10º | 11º | 12º | 13º | 14º | 15º |
| -------- | -- | -- | -- | -- | -- | -- | -- | -- | -- | --- | --- | --- | --- | --- | --- |
| Puntos   | 25 | 22 | 20 | 18 | 16 | 14 | 12 | 10 | 8  | 6   | 5   | 4   | 3   | 2   | 1   |

ST: En caso de dos vencedores, se otorga el trofeo a aquel que haya hecho la vuelta más rápida en carrera.
- Resultados:

| Pos. | Piloto            | NAV    | NAV | CRT | CRT | MOT    | MOT | JAR | JAR | JER | JER | Ptos. |
| ---- | ----------------- | ------ | --- | --- | --- | ------ | --- | --- | --- | --- | --- | ----- |
| 1    | Nacho Rodríguez   | 4      | 9   | 1   | 2   | 2      | 1   | 1   | DSQ | 1   | 1   | 195   |
| 2    | Aythor Fababú     | 1 (ST) | 3   | 8   | 4   | 6      | 3   | 3   | 4   | 6   | 2   | 181   |
| 2    | Óscar Aparicio    | 1      | 3   | 8   | 4   | 6      | 3   | 3   | 4   | 6   | 2   | 181   |
| 3    | Pablo Burguera    | 2      | 1   | 2   | 1   | 4      | 2   | Ret | 1   | WD  | WD  | 159   |
| 4    | Rafael Muncharaz  | 6      | 2   | 6   | 3   | 3      | 9   | 2   | 9†  | Ret | 7   | 140   |
| 5    | Carlos González   | 3      | 5   | 4   | 6   | 1 (ST) | 8   | Ret | 6   | 2   | 8   | 127   |
| 5    | Ánder Ramos       | 3      | 5   | 4   | 6   | 1      | 8   | Ret | 6   | 2   | 8   | 127   |
| 6    | Rafa Valdés       | 7      | 8   | 3   | 8   | 7      | 6   | 6   | 5   | 5   | 5   | 124   |
| 7    | J.Miguel Valdés   | Ret    | 6   | 10  | 10  | 12     | 5   | 4   | 2   | 10  | 3   | 106   |
| 8    | Jorge Valdés      |        |     | 10  | 10  | 12     | 5   | 4   | 2   | 10  | 3   | 92    |
| 9    | Marc Gruau        | 5      | 4   | 9   | 7   | 8      | 4   |     |     | 11† | DNS | 87    |
| 9    | Álex Gruau        | 5      | 4   | 9   | 7   | 8      | 4   |     |     | 11† | DNS | 87    |
| 10   | Dani García       | 11     | 7   | 5   | 5   | Ret    | DNS | Ret | 7   | 7   | 6   | 87    |
| 10   | André Días Macedo | 11     | 7   | 5   | 5   | Ret    | DNS | Ret | 7   | 7   | 6   | 87    |
| 11   | Frankie Fernández | 9      | 12  | 7   | 9   | Ret    | DNS | 7   | Ret | 4   | 4   | 80    |
| 12   | Asi Goros         | Ret    | Ret | 13  | 12  | 5      | 11  | 5   | 8†  | 3   | Ret | 74    |
| 13   | Joanna Gruau      | 8      | 13  | 11  | Ret | 11     | 10  |     |     | 8   | 10  | 45    |
| 14   | Axel Redondo      |        |     |     |     | Ret    | 7   | 8   | 3   |     |     | 42    |
| 15   | Florencio Sánchez |        |     |     |     |        |     | 8   | 3   |     |     | 30    |
| 16   | Solenn Amrouxe    |        |     |     |     | 11     | 10  |     |     | 8   | 10  | 27    |
| 17   | Mario Morales     | DSQ    | 10  | 12  | 11  | 9      | 13  |     |     |     |     | 26    |
| 17   | Tomás Vázquez     | DSQ    | 10  | 12  | 11  | 9      | 13  |     |     |     |     | 26    |
| 18   | Ibon Artola       | 10     | 11  |     |     | 10     | 12  |     |     |     |     | 21    |
| 18   | Álex Artola       | 10     | 11  |     |     | 10     | 12  |     |     |     |     | 21    |
| 19   | Carlos Bachofer   |        |     |     |     |        |     |     |     | 9   | 9   | 16    |
| 20   | Jorge Vecino      |        |     |     |     | Ret    | 7   |     |     |     |     | 12    |
| 21   | Paloma Escobar    |        |     | 14  | 13  | 13     | 14  |     |     |     |     | 10    |
| Pos. | Piloto            | NAV    | NAV | CRT | CRT | MOT    | MOT | JAR | JAR | JER | JER | Ptos. |

| Color     | Resultado                                                               |
| --------- | ----------------------------------------------------------------------- |
| Oro       | Ganador                                                                 |
| Plata     | 2.ª plaza                                                               |
| Bronce    | 3.ª plaza                                                               |
| Verde     | Finalizó en los puntos                                                  |
| Azul      | Finalizó sin puntos                                                     |
| Azul      | NC - No clasificado                                                     |
| Violeta   | Ret - No terminó (Carrera)                                              |
| Rojo      | DNQ - No se clasificó                                                   |
| Negro     | DSQ - Descalificado                                                     |
| Blanco    | DNS - No empezó (carrera)                                               |
| Blanco    | WD - Retirado (fin de semana)                                           |
| Blanco    | C - Carrera cancelada                                                   |
| Sin color | DNP - Inscrito pero no participó                                        |
| Sin color | INJ - Lesionado                                                         |
| Sin color | EX - Excluido                                                           |
| Estado    | Resultado                                                               |
| Negrita   | Pole position                                                           |
| Cursiva   | Vuelta rápida                                                           |
| †         | Abandona, pero clasifica al completar el porcentaje requerido para ello |